# Choum (Strouga)
Choum (en macédonien Шум, en albanais Shumi) est un village du sud-ouest de la Macédoine du Nord, situé dans la municipalité de Struga. Le village comptait 837 habitants en 2002. Il est majoritairement albanais.

## Démographie
Lors du recensement de 2002, le village comptait :
- Albanais : 823 ;
- Macédoniens : 2 ;
- Autres : 12.